# Ute Wieland
Ute Wieland (Großbottwar, 8 d'abril de 1957) és una guionista i directora de cinema alemanya.

## Biografia
Ute Wieland va estudiar inicialment germanística i Teatre i Estudis de Comunicació a la Universitat de Munic i després es va traslladar a la Universitat de Televisió i Cinema Munic], on ara imparteix classes com a professora autònoma.
També va escriure el guió del seu treball debut Tango im Bauch (1983). El 1989, a petició del productor de cinema Hans W. Geißendörfer, va escriure el guió de "Im Jahr der Schildkröte" basat en la novel·la Sterbetage de Hans Werner Kettenbach  i el va dirigir. La pel·lícula va ser nominada al Deutscher Filmpreis i Heinz Bennent la va guanyar el premi al millor actor.
A més de treballar per a televisió, ha produït FC Venus – Angriff ist die beste Verteidigung (2006) i l'adaptació del llibre per a joves Freche Mädchen  (2008). El següent treball de direcció de Wieland per al cinema va seguir l'estiu del 2010 amb Freche Mädchen 2.

## Filmografia (parcial)
- 1983: Tango im Bauch, guió i direcció
- 1988: Im Jahr der Schildkröte, guió i direcció
- 1995: Habt euch bitte wieder lieb! (telefilm)
- 1998: Polizeiruf 110: Hetzjagd (telefilm)
- 1999: Morgen gehört der Himmel dir (telefilm)
- 2000: Wie angelt man sich seinen Chef? (telefilm)
- 2001: Dich schickt der Himmel (telefilm)
- 2003: Eiskalte Freunde (telefilm)
- 2004: Italiener und andere Süßigkeiten
- 2005: Miss Texas (telefilm)
- 2006: FC Venus – Angriff ist die beste Verteidigung
- 2007: Tatort: Fettkiller (sèrie de televisió)
- 2008: Freche Mädchen
- 2009: Die Rebellin (telefilm)
- 2010: Freche Mädchen 2
- 2012: Deckname Luna (telefilm)
- 2014: Besser als Nix
- 2017: Tigermilch, guió i direcció
- 2021: Eisland (telefilm)
- 2021: Tatort: Blind Date
- 2022: Polizeiruf 110: Black Box
- 2022: Polizeiruf 110: Hexen brennen
- 2024: Unschuldig – Der Fall Julia B.